# Alicia Laviaguerre
Alicia Laviaguerre fue una nadadora argentina que competía para el Club Atlético de San Isidro (CASI).

## Biografía
El 11 de marzo de 1933, en el Campeonato Argentino de Natación, resultó ganadora de los 100 m estilo libre con un tiempo de 1m19s. Así se convirtió en la primera nadadora que derrotó a Jeanette Campbell en una competición (solo sucedió tres veces) y la única que lo hizo en Argentina. Participó del Campeonato Sudamericano de Natación de 1935 celebrado en Río de Janeiro, el primero en el que también compitieron mujeres. Allí ganó el relevo 4x100m estilo libre junto a Úrsula Frick, Jeanette Campbell y Celia Milberg.